# Wacław Przesmycki
Wacław Paprzyca-Przesmycki (ur. 15 czerwca 1891 w Kijowie, zm. 11 października 1973 w Sztokholmie) – polski dyplomata.

## Życiorys
Ukończył gimnazjum realne i akademię handlową w Kijowie. Do polskiej służby dyplomatycznej wszedł 8 listopada 1918 jako attaché przy przedstawicielstwie polskim w Kijowie (Hetmanat). 24 maja 1919 został sekretarzem Misji Polskiej w Kownie. Odwołany 1 lipca 1919, pracował w Departamencie Polityczno-Ekonomicznym MSZ. 15 września 1921 mianowany na sekretarza legacyjnego w Rydze. W październiku 1923 odwołany do centrali MSZ w ramach czystki personalnej prowadzonej przez Mariana Seydę. 1 stycznia 1924  został sekretarzem w Poselstwie RP w Helsinkach. Od 31 stycznia 1927 do 15 maja 1929 pracował w centrali MSZ, po czym został przydzielony do Prezydium Rady Ministrów. Był zastępcą szefa Gabinetu Prezesa Rady Ministrów. Od 6 października 1931 do 20 grudnia 1934 był naczelnikiem Wydziału Prasowego MSZ.
21 grudnia 1934 mianowany posłem nadzwyczajnym i ministrem pełnomocnym w Tallinnie, pełnił tę funkcję do 30 września 1939, gdy poselstwo zostało zlikwidowane na żądanie sowieckie wobec władz Estonii po agresji ZSRR na Polskę.
Podczas II wojny światowej przebywał w Sztokholmie, gdzie kierował biurem Delegatury Ministerstwa Opieki Społecznej. Po wojnie pracował w szwedzkiej administracji.
Spoczywa na Norra begravningsplatsen.

## Ordery i odznaczenia
- Krzyż Oficerski Orderu Odrodzenia Polski (9 listopada 1931)[2]
- Złoty Krzyż Zasługi (12 lutego 1929)[3]
- Medal Dziesięciolecia Odzyskanej Niepodległości
- Krzyż Wielki Orderu Zasługi Cywilnej (Bułgaria, 1935)[4]
- Krzyż Wielki Orderu Gwiazdy Białej (Estonia, 1938)[5][6]
- Wielki Oficer Orderu Trzech Gwiazd (Łotwa)
- Wielki Oficer Orderu Św. Sawy (Jugosławia, 1931)[7][8]
- Wielki Oficer Orderu Zasługi (Węgry, 1934)[9]
- Komandor Orderu Krzyża Orła (Estonia, 1934)[9]
- Komandor Orderu Karola III (Hiszpania)
- Komandor Orderu Republiki (Hiszpania, 1934)[9]
- Oficer Orderu Białej Róży Finlandii (Finlandia)